# アルネ・ノールヘイム
アルネ・ノールヘイム（またはアルネ・ノールハイム、Arne Nordheim、1931年6月20日 - 2010年6月5日）は、ノルウェーの作曲家。1982年より、オスロの王宮近くのノルウェー政府保有の栄誉邸宅Grottenに居住。数々の受賞歴を持ち、1997年にISCM（国際現代音楽協会）の名誉会員に選出される。2006年8月18日、ノルウェー国立音楽アカデミーより名誉博士号（doctor honoris causa）を授与される。

## 略歴
1948年から1952年にかけて、オスロ音楽院（現在のノルウェー国立音楽アカデミー）に学ぶ。音楽理論とオルガンの生徒として出発したが、後に作曲に転向、カール・アナセン、ビャーネ・ブルースタ、コンラード・バーデンに師事する。1955年、コペンハーゲンでヴァン・ホルンボーに師事、次いでパリで電子音楽を学ぶ。その後、ビルトホーフェンにて電子音楽を学び（1959年）、ポーランド・ラジオの実験スタジオを繰り返し訪れ、ここで「Solitaire」（1968年）、「Pace」（1970年）、「Lux et tenebrae」（1970年、大阪万博のための「Poly-Poly」演奏会版）などの初期の電子音楽作品の多くを制作する（1967年-1972年）。
「孤独、死、愛、風景」を音楽的主題と定めており、それはノールヘイムの全国的認知をもたらした、スウェーデンの詩人ペール・ラーゲルクヴィストの詩による歌曲集「宵の国」（Aftonland、1959年）にも既に明らかである。管弦楽のための「カンツォーナ」（1961年）で国際的にデビュー、これはジョヴァンニ・ガブリエーリのカンツォーネに触発されたもので、ノールヘイムの専門分野である音楽的パラメータとしての空間と同じく、彼の歴史への関心についても、その研究成果を披露することとなった。
ノールヘイムの空間的思考は「死と人間の苦悩」への関心に結び付けられ、事実上彼の最も有名な作品である、管弦楽とテープのための「墓碑銘」（1963年）に結実した。夭折したノルウェーのフルート奏者のアルフ・アンデシェンの追憶に書かれ、サルヴァトーレ・クァジモドの詩「Ed è sùbito sera」による。元は管弦楽と合唱のために構想されていたが、電子的手段の使用によって演奏空間全体を「歌わせること」が構想をよりよく実現すると考えられた。その結果、テープによる合唱のサウンドと管弦楽とはほとんど知覚不能なほど混合され、詩の最終行は断片的に聴き取れるのみとなった。
その後の主要作品に「テンペスト」（1979年）、「マグマ」（1988年）、「モノリス」（1991年、サントリーホール国際作曲委嘱シリーズNo.13）、「コンフターティス」（1995年、14人の作曲家による「和解のレクイエム」第6曲）、「ヴァイオリン協奏曲」（1996年）、トロンボーンと管弦楽のための「フォノス」（2004年）などがある。
2010年6月5日、逝去。78歳没。